# Jacqueline Wilson
Dame Jacqueline Wilson, nata Jacqueline Aitken (Bath, 17 dicembre 1945), è una scrittrice britannica specializzata in romanzi per l'adolescenza.
Poiché suoi romanzi presentano spesso temi quali il divorzio, l'adozione e le malattie mentali, sono frequentemente soggetti a critiche e polemiche . 
Quattro dei suoi libri sono stati nominati nel sondaggio Big Read tra i 100 libri più popolari nel Regno Unito . Grazie al suo contributo come scrittrice di libri per bambini, Wilson è stata nominata come candidata per il Premio Hans Christian Andersen nel 2014 . Dal suo racconto d'esordio nel 1969, ha scritto oltre 100 libri.

## Biografia

### Gli inizi
Jacqueline Aitken è nata a Bath, nel Somerset, il 17 dicembre 1945. Suo padre era un dipendente pubblico, mentre sua madre era una domestica . Un'avida lettrice fin dall'inizio, a sei anni sapeva già di voler diventare una scrittrice, riempiendo un quaderno dopo l'altro di storie . All'età di 9 anni, scrisse il suo primo libro che era lungo 21 pagine. Ma i suoi genitori non incoraggiarono la sua ambizione, poiché pensavano che fosse improbabile che i suoi scritti venissero pubblicati o che potesse guadagnarne qualcosa.
Le fu dato il soprannome di Jacky Daydream (lett. Jacky sogno ad occhi aperti) a scuola; che in seguito usò come titolo per la sua autobiografia . 
Dopo aver lasciato la scuola all'età di 16 anni, iniziò la formazione come segretaria, ma a 17 anni fece domanda per lavorare nella casa editrice DC Thomson, con sede a Dundee, su una nuova rivista per ragazze, Jackie.

### La carriera
Quando iniziò a concentrarsi sulla scrittura, si cimentò nel genere giallo, pubblicando il suo primo romanzo poliziesco per adulti nel 1971 e ricevette un successo misto con i successivi circa 40 libri. Ma la svolta arrivò 20 anni dopo, quando le venne l'idea di scrivere un libro su una ragazzina in affidamento, così pubblicò The Story of Tracy Beaker (in Italia Bambina affittasi), illustrato da Nick Sharratt, le cui immagini hanno ritratto i suoi successivi racconti da allora .
In Big Read, un sondaggio del 2003 condotto dalla BBC, quattro dei libri di Wilson sono stati classificati tra i 100 libri più popolari nel Regno Unito: Double Act (Fotocoppia), Girls In Love, Vicky Angel (Alla faccia dell'angelo) e The Story of Tracy Beaker (Bambina affittasi); altri dieci si sono classificati tra i primi 200 . Nel 2002, ha sostituito Catherine Cookson come autore più preso in prestito nelle biblioteche britanniche, una posizione che ha mantenuto fino a quando non è stata superata da James Patterson nel 2008 .

### Vita privata
Durante l'adolescenza, iniziò una relazione con un tipografo, Millar Wilson. Si sposarono nel 1965 ed ebbero una figlia, Emma, due anni dopo. La coppia divorziò nel 2004, rimanendo comunque in buoni rapporti .
Nell'aprile 2020, Jacqueline Wilson ha fatto coming out pubblicamente e ha rivelato di avere una compagna con cui convive dagli ultimi 18 anni .

## Opere

### Tracy Beaker
- The Story of Tracy Beaker, 1991 (Bambina affittasi Salani, 1994)
- The Dare Game, 2000 (O la va o la spacca - Salani, 2001)
- Starring Tracy Beaker, 2006 (Tracy superstar - Salani, 2009)
- Tracy Beaker's Thumping Heart, 2009
- The Tracy Beaker Quiz Book, 2009
- The Tracy Beaker Trilogy, 2012
- Ask Tracy Beaker and Friends, 2014
- My Mum Tracy Beaker, 2018
- We Are the Beaker Girls, 2019

### The Werepuppy
- The Werepuppy, 1991
- The Werepuppy Goes on Holiday, 1995
- The Werepuppy and The Werepuppy Goes on Holiday, 2005

### Connie
- Twin Trouble, 1994
- Connie and the Water Babies, 1996

### Adventure
- Cliffhanger, 1995 (Scalata in discesa - Edizioni Piemme, 2000)
- Buried Alive!, 1999 (Sepolto vivo - Salani, 2007)
- Biscuit Barrel, 2001

### Tre ragazze
- Girls in love 1997 (Salani, 2002)
- Girls under Pressure, 1998 (Girls in stress - Salani, 2003)
- Girls out Late, 1999 (Girls by night - Salani, 2004)
- Girls in Tears, 2002 (Girls don't cry - Salani, 2005)

### Hetty Feather
- Hetty Feather, 2009 (Mamma acrobata cercasi - Salani, 2011)
- Sapphire Battersea, 2011 (Hetty non si arrende - Salani, 2013)
- Emerald Star, 2012
- Diamond, 2013
- Little Stars, 2015
- Hetty Feather's Christmas, 2017

### World of Hetty Feather
- Clover Moon, 2016
- Rose Rivers, 2018

### Romanzi
- Ricky's Birthday, 1969
- Hide and Seek, 1972
- Truth or Dare, 1973
- Snap, 1974
- Let's Pretend, 1976
- Making Hate, 1977
- Nobody's Perfect, 1982
- Waiting for the Sky to Fall, 1983
- The Killer Tadpole, 1984
- The Other Side, 1984
- The School Trip, 1984
- How to Survive Summer Camp, 1985
- Amber, 1986
- The Monster in the Cupboard, 1986
- The Power of the Shade, 1987 (Il potere dell'ombra - Salani, 1994)
- Glubbslyme, 1987
- This Girl, 1988
- Falling Apart, 1989
- The Left Outs, 1989 (I topi ballano - Salani, 1995)
- The Party in the Lift, 1989
- Take a Good Look, 1990
- The Dream Palace, 1991
- The Suitcase Kid, 1992 (La bambina con la valigia - Salani, 1998)
- Video Rose, 1992
- Deep Blue, 1993
- The Mum Minder, 1993 (Mamma sitter - Nord-Sud edizioni, 2009)
- The Bed and Breakfast Star, 1994 (C'è poco da ridere - Salani, 1997)
- The Dinosaur's Packed Lunch, 1995
- Double Act, 1995 (Fotocoppia - Salani, 1996)
- Jimmy Jelly, 1995
- Love from Katie, 1995
- My Brother Bernadette, 1995 (Un fratello molto speciale - Mondadori, 2001)
- Sophie's Secret Diary, 1995
- Bad Girls, 1996  (Piantatela! Chi l'ha detto che il bullismo esiste solo tra maschi? - Salani, 2007)
- Beauty and the Beast, 1996
- Mr. Cool, 1996
- The Lottie Project, 1997 (Facciamo che ero Lottie - Salani, 2000)
- The Monster Story-Teller, 1997
- Rapunzel, 1998
- The Illustrated Mum, 1999 (La mamma tatuata - Salani, 2001)
- Monster Eyeballs, 1999 (Occhi di mostro - Salani, 1999)
- Lizzie Zipmouth, 2000 (Zip - Salani, 2004)
- Vicky Angel, 2000 (Alla faccia dell'angelo - Salani, 2002)
- The Cat Mummy, 2001
- Sleepovers, 2001
- Dustbin Baby, 2001 (La bambina nel bidone - Salani, 2005)
- Secrets, 2002 (Segreti - Salani, 2006)
- The Worry Website, 2002
- Lola Rose, 2003 (Salani, 2006)
- Midnight, 2004 (Mezzanotte - Salani, 2004)
- Best Friends, 2004
- The Diamond Girls, 2004
- Clean Break, 2005
- Love lessons, 2005 (Salani, 2007)
- Candyfloss, 2006
- Kiss, 2007 (Salani, 2008)
- My Sister Jodie, 2008
- Cookie, 2008 (Salani, 2010)
- Little Darlings, 2010
- The Longest Whale Song, 2010 (Il canto infinito della balena - Salani, 2012)
- Lily Alone, 2011
- Green Glass Beads, 2011
- The Worst Thing About My Sister, 2012
- Big Day Out, 2012
- Queenie, 2013
- Four Children and It, 2012
- Paws and Whiskers, 2014
- Opal Plumstead, 2014
- The Butterfly Club, 2015
- Katy, 2015
- Rent A Bridesmaid, 2016
- Wave Me Goodbye, 2017
- Dancing the Charleston, 2019

- Love Frankie, 2020

- The Runaway Girls, 2021
- The Primrose Railway Children, 2021
- Baby Love, 2022
- Project Fairy, 2022
- The Other Edie Trimmer, 2023

### Altri lavori
- The Jacqueline Wilson Quiz Book, 2002
- The World Of Jacqueline Wilson, 2005
- Jacky Daydream, 2007
- Totally Jacqueline Wilson, 2007
- My Summer Holiday Journal, 2011
- The Jacqueline Wilson Colouring Book, 2016

## Adattamenti
Una trasposizione teatrale di Fotocoppia, scritta e diretta da Vicky Ireland, è stata eseguita per la prima volta al Polka Theatre di Wimbledon, a Londra, dal 30 gennaio al 12 aprile 2003, e ha fatto tournée in tutto il Regno Unito. La sceneggiatura è stata pubblicata da Collins Plays Plus. In Irlanda sono state prodotte delle drammatizzazioni di Facciamo che ero Lottie, Mezzanotte, Piantatela!,Segreti e La bambina con la valigia. Le sceneggiature di questi spettacoli sono state pubblicate da Nick Hern Books.
- Cliffhanger (1995).
- Double Act (2002).
- The Story of Tracy Beaker (2002–2005).
- The Illustrated Mum (2003).
- Best Friends (2004).
- Girls in Love ([2003–2005).
- Dustbin Baby (2008).
- Tracy Beaker Returns (2010–2012).
- The Tracy Beaker Survival Files (2011–2012).
- The Dumping Ground (2013–).
- The Dumping Ground Survival Files (2014).
- Hetty Feather (2015–2020).
- The Dumping Ground: I'm... (2016–2017).
- Katy (2018).
- Four Children and It (2020?).